# Vigila
Vigila (fl. 976) foi um monge do mosteiro beneditino de São Martim de Albelda, responsável pela escrita e iluminuras do Códice Albeldense, tomando por vezes o seu nome como Codex Vigilanus.
O seu trabalho, Códice Albeldense, tornou-se um dos mais importantes documentos para o estudo da Península Ibérica visigótica. Entre os muitos textos reunidos por Vigila, estão os cânones dos Concílios de Toledo, o Liber Iudiciorum , os decretos de alguns dos primeiros papas e outros escritos patrísticos, narrativas históricas (desde o Concílio de Braga suevo e a Vida de Maomé), várias outras peças de direito civil e canónico e um calendário, sendo o documento europeu mais antigo contendo os algarismos árabes.